# Карл Пюхлер
Карл Пюхлер (нім. Carl Püchler; 13 травня 1894, Вармбрунн — 5 лютого 1949, Гайльбронн) — німецький воєначальник, генерал піхоти. Кавалер Лицарського хреста Залізного хреста.

## Біографія
Учасник Першої світової війни. Після демобілізації армії залишений у рейхсвері.
Під час Другої світової війни став командиром 228-го піхотного полку, пізніше — командиром 257-ї піхотної дивізії. В 1943 році став командиром 39-го танкового корпусу. До кінця війни Прюллер також займав посади командирів 67-го, 86-го і 74-го армійських корпусів.

## Нагороди[1]

### Перша світова війна
- Залізний хрест 2-го і 1-го класу

### Міжвоєнний період
- Почесний хрест ветерана війни з мечами
- Медаль «За вислугу років у Вермахті» 4-го, 3-го, 2-го і 1-го класу (25 років)

### Друга світова війна
- Застібка до Залізного хреста 2-го і 1-го класу
- Лицарський хрест Залізного хреста (20 грудня 1941) — як оберст (полковник) і командир 228-го піхотного полку.
- Почесна застібка на орденську стрічку для Сухопутних військ (16 лютого 1942) — як оберст і командир 228-го піхотного полку.
- Німецький хрест в золоті (7 серпня 1943) — як генерал-лейтенант і командир 257-ї піхотної дивізії.
- Штурмовий піхотний знак в сріблі
- Медаль «За зимову кампанію на Сході 1941/42»